# 岩松茂輔
岩松 茂輔（いわまつ もすけ、1913年8月2日 - 2008年2月26日）は、日本の経営者。日立運輸、東京モノレール各社長を務めた。愛知県出身。

## 経歴・人物
1937年に東京帝国大学法学部を卒業し、同年に日立製作所に入社した。常務、専務を経て、1979年に日立運輸東京モノレール副社長に就任し、翌年に社長に昇格した。1981年に子会社として東京モノレールが設立した際には、日立運輸、東京モノレール各社長に就任した。
2008年2月26日死去。94歳没。